# Albiert Jarullin
Albiert Ildarowicz Jarullin (ros. Альберт Ильдарович Яруллин, tat. Әлбирт Илдар улы Яруллин; ur. 3 maja 1993 w Kazaniu) – rosyjski hokeista narodowości tatarskiej, reprezentant Rosji.

## Kariera klubowa
- Ak Bars 2 Kazań (2008-2009)
- Bars Kazań (2009-2012, 2013/2014)
- Ak Bars Kazań (2011-2014)
  -  Nieftianik Almietjewsk (2011/2012, 2012/2013)
  -  Nieftiechimik Niżniekamsk (2013/2014)
- Atłant Mytiszczi (2014-2015)
- Ak Bars Kazań (2015-2021)
  -  Bars Kazań (2016/2017)
- Traktor Czelabińsk (2021-)

Wychowanek Ak Barsa Kazań. Grał w barwach klubowej drużyny rezerwowej, zespołu juniorskiego w MHL (Bars), był tep przekazywany do klubu farmerskiego (Nieftianik) w lidze WHL. W listopadzie 2013 przetransferowany do Nieftiechimika Niżniekamsk, skąd w styczniu 2014 powrócił do Kazania. W listopadzie 2014 przeszedł do Atłanta, skąd w czerwcu 2015 wrócił do Ak Barsa. Tam przedłużał kontrakt w kwietniu 2017 o rok, w czerwcu 2018 o dwa lata, w maju 2020 o rok. W maju 2021 został zaangażowany przez Traktor Czelabińsk.

## Kariera reprezentacyjna
Uczestniczył w turniejach mistrzostw świata do lat 17 edycji 2010, mistrzostw świata juniorów do lat 18 edycji 2010, 2011, mistrzostw świata juniorów do lat 20 edycji 2013.

## Sukcesy
Reprezentacyjne
- Brązowy medal mistrzostw świata juniorów do lat 18: 2011
- Brązowy medal mistrzostw świata juniorów do lat 20: 2013
- Złoty medal Jr Super Series Champion: 2013

Klubowe
- Brązowy medal MHL: 2014 z Barsem Kazań
- Puchar Gagarina: 2018 z Ak Barsem Kazań
- Złoty medal mistrzostw Rosji: 2018 z Ak Barsem Kazań
- Srebrny medal mistrzostw Rosji: 2020 (uznaniowo) z Ak Barsem Kazań
- Puchar Otwarcia: 2020 z Ak Barsem Kazań
- Brązowy medal mistrzostw Rosji: 2021 z Ak Barsem Kazań

Indywidualne
- Mistrzostwa świata do lat 18 w hokeju na lodzie mężczyzn 2011/Elita:
  - Drugie miejsce w klasyfikacji strzelców turnieju: 11 asyst[11]
  - Siódme miejsce w klasyfikacji kanadyjskiej turnieju: 11 punktów[12]
  - Pierwsze miejsce w klasyfikacji +/- turnieju: +12[13]
  - Jeden z trzech najlepszych zawodników reprezentacji[14]
- Mistrzostwa Świata Juniorów w Hokeju na Lodzie 2013/Elita[15]:
  - Drugie miejsce w klasyfikacji strzelców turnieju: 3 gole
  - Szóste miejsce w klasyfikacji kanadyjskiej turnieju: 5 punktów
- KHL (2019/2020):
  - Najlepszy obrońca miesiąca - październik 2020[16]
- KHL (2023/2024):
  - Najlepszy obrońca miesiąca - grudzień 2023[17]